# Elsava
Elsava – rzeka w Bawarii, w Niemczech o długości 25 km. Jest prawym dopływem Menu w powiatach Aschaffenburg i Miltenberg w Spessart.